# Phellinus robustus
Polypore du chêne
Espèce
Phellinus robustus, le Polypore du chêne, est une espèce de champignons agaricomycètes de la famille des Hymenochaetaceae. Ce champignon est fréquent sur les chênes au niveau des blessures. C'est un lignivore assez lent.

## Liste des formes et variétés
Selon MycoBank (24 janvier 2023) :
- Phellinus robustus f. hartigii (Allesch. & Schnabl) Bourdot & Galzin, 1925
- Phellinus robustus f. hippophaës Donk, 1937
- Phellinus robustus f. resupinatus Bourdot & Galzin, 1925
- Phellinus robustus f. robustus
- Phellinus robustus var. buxi Bourdot & Galzin, 1925
- Phellinus robustus var. hartigii (Allesch.) Bourdot & Galzin, 1925
- Phellinus robustus var. resupinatus Bourdot & Galzin, 1925
- Phellinus robustus var. robustus

## Systématique
Le nom correct complet (avec auteur) de ce taxon est Phellinus robustus (P.Karst.) Bourdot & Galzin, 1925.
L'espèce a été initialement classée dans le genre Fomes sous le basionyme Fomes robustus P.Karst., 1889.
Ce taxon porte en français les noms vernaculaires ou normalisés suivants : Polypore du chêne, pourriture jaune du tronc du chêne.
Phellinus robustus a pour synonymes :
- Fomes igniarius var. robustus Fr. & Cooke
- Fomes rhaponticus Lloyd, 1915
- Fomes robustus P.Karst., 1889
- Fomes squarrosus Lloyd, 1914
- Fomes ungulatus Lázaro Ibiza, 1916
- Fomes yasudae Lloyd, 1915
- Fomes yasudai Lloyd (1915), 1915
- Ochroporus robustus (P.Karst.) J.Schröt. ex Donk, 1933
- Phellinus robustus (P.Karst.) Bourdot & Galzin, 1925
- Polyporus aestriplex E.H.L.Krause, 1931
- Polyporus buxi Branke, 1894
- Polyporus robustus (P.Karst.) S.Lundell & Nannf., 1936
- Pyropolyporus abramsianus Murrill, 1915
- Pyropolyporus bakeri Murrill, 1908
- Pyropolyporus calkinsii Murrill, 1903
- Pyropolyporus crustosus Murrill, 1903
- Pyropolyporus haematoxyli Murrill, 1903
- Scindalma robustum (P.Karst.) Kuntze, 1898
- Ungularia tuberosa Lázaro Ibiza, 1916